# Pledo
Pledo is een bestuurslaag in het regentschap Flores Timur van de provincie Oost-Nusa Tenggara, Indonesië. Pledo telt 2116 inwoners (volkstelling 2010).